# Monument al General Elorza
L'escultura urbana coneguda pel nom Monument al General Elorza, ubicada a la Fàbrica d'Armes de Trubia, a la ciutat d'Oviedo, Principat d'Astúries, Espanya, és una de les més d'un centenar que adornen els carrers de l'esmentada ciutat espanyola.
El paisatge urbà d'aquesta ciutat, es veu adornat per obres escultòriques, generalment monuments commemoratius dedicats a personatges d'especial rellevància en un primer moment, i més purament artístiques des de finals del segle xx.
L'escultura, feta de bronze, és obra de Josep Piquer i Duart, i està datada la seua instal·lació 1923.
El General Elorza, va néixer a Oñate (Guipúscoa) en 1798 i va morir a Madrid a 1873. Va ser el director de la Fàbrica d'armes de Trubia, i mentre va exercir el càrrec, va modernitzar la fàbrica, i va emprendre dues grans obres: la fundació de l'Escola de Formació Professional per una banda, i la creació d'una secció de producció artística de l'altra.
El monument, està ubicat als jardins de la Fàbrica, i està compost pel bust del General que està col·locat davant de la intersecció de dos canons que formen una aspa i davant del bust una piràmide d'artilleria.